# Magic in the Moonlight
Magic in the Moonlight är en amerikansk romantisk komedifilm från 2014, med manus och regi av Woody Allen. Det är Allens 44:e film. I filmen medverkar Colin Firth, Emma Stone, Hamish Linklater, Marcia Gay Harden, Jacki Weaver, Erica Leerhsen, Eileen Atkins och Simon McBurney. Filmen utspelar sig på 1920-talet på den franska Rivieran.

## Rollista i urval
- Colin Firth - Stanley Crawford
- Emma Stone - Sophie Baker
- Hamish Linklater - Brice
- Marcia Gay Harden - Mrs. Baker
- Jacki Weaver - Grace
- Erica Leerhsen - Caroline
- Eileen Atkins - tant Vanessa
- Simon McBurney - Howard Burkan
- Catherine McCormack - Olivia
- Lionel Abelanski - doktorn